# 血洗白教堂
《血洗白教堂》（英語：Whitechapel，又譯《白教堂血案》、《白教堂殺人案》）是一套英國劇情迷你連續劇，由嘉年华电影公司出品，第一季總共有三集，於2009年2月2日在獨立電視第一台（ITV1）首播。
ITV已於2009年9月買下了第二季，內容圍繞著克雷雙胞胎（Kray Twins）所犯下的罪案，2010年初開始拍攝，同年10月開始播出。

## 第一季

### 第一集
2008年，偵緝督察卓喬斯（Detective Inspector Joseph Chandler）被派往調查白教堂區一宗看起來很簡單的謀殺案，而上層亦私底下許下承諾：喬斯結案後就立刻可以升職。喬斯到步第一天，他的新手下對他冷嘲熱諷，令他相當不滿。
喬斯和其手下稍作調查後，發現他們本來認定的疑犯，在兇案當晚因醉酒搗亂而被關了進拘留所，令案件頓時變了無頭命案。正當喬斯不知如何是好之際，「開膛手學家」（Ripperologist）白艾德（Edward Buchan）卻指出，兇手的犯案手法及時間均和百多年前開膛手傑克於1888年同一晚上所犯的兇案一模一樣。
喬斯雖然半信半疑，但仍然與手下細讀舊案，看看有沒有犯案手法及日期和開膛手傑克再上一宗命案一樣的，結果的確找到一名受害者。喬斯的上司見狀，打算調走喬斯，讓另外的探員來頂上，好保著喬斯的前途。但喬斯知道另外的探員並不會相信兇手是在模仿開膛手傑克，堅決不肯放手，更在開膛手傑克下一單命案當晚，率領手下監視那宗兇案的犯案地點。
喬斯與手下守了一夜，本來以為已平安過渡，卻在某隱蔽小巷中發現新的受害人，而兇手的犯案手法亦是和開膛手傑克當晚的命案之手法完全一樣。喬斯帶著不安的心情，開始為阻止下三宗命案的發生作出準備...

### 與現實不相符
在第二集中，發生在主教廣場（Mitre Square）的謀殺案其實不應由主角及其手下偵查的——主教廣場處於倫敦市範圍內，所以它是受倫敦市警察（City of London Police）管轄，而不是主角及其手下隸屬的大倫敦警察廳（Metropolitan Police）。

## 演員表

### 主要角色
- 魯伯·潘瑞-瓊斯（Rupert Penry-Jones） 飾 偵緝督察卓喬斯（DI Joseph Chandler）

事業如日方中的偵緝督察，對傳媒的敏感度相當高；這是他第一宗大型謀殺案
- 菲爾·戴維斯（Phil Davis（英语：Phil Davis (actor)））飾 偵緝警長馬威（DS Ray Miles）

就快退休的資深警官
- 史蒂夫·佩姆伯頓（Steve Pemberton）飾 白艾德（Edward Buchan）

開膛手學家

### 主要配角
- Christopher Fulford 飾 馮（DC Fitzgerald）

馬警長的左右手
- Johnny Harris 飾 辛（DC Sanders）

馬警長其中一名手下
- Sam Stockman 飾 簡（DC Kent）

隊伍中最年輕的探員，唯一歡迎卓督察到來的
- George Rossi 飾 麥（DC McCormack）

馬警長其中一名手下
- 阿歷·真寧斯（Alex Jennings）飾 安指揮官（Commander（英语：Commander#British police rank） Anderson）

卓督察的上司
- Claire Rushbrook 飾 利醫生（Dr Llewellyn）

隊伍的驗屍官

### 其餘角色

#### 第一季
- 淩嘉菲（Cathy Lane）

第一名死者
- 鍾愛曼（Emma Jones）

受害人之一
- 紀愛莉（Alice Graves）

第二名死者
- Sally Leonard 飾 柯菲思（Frances Coles）

當區醫院的其中一名護士，接生婦；受害人之一
- Sophie Stanton 飾 布瑪麗（Mary Bousefield）

發現第一名死者的警員
- Paul Hickey 飾 高大衛醫生（Dr David Cohen）

當區醫院的其中一名醫生
- Branko Tomović 飾 裴岸東（Antoni Pricha）

主要疑犯之一
- Jane Riley 飾 史莎拉（Sarah Smith）

主要證人之一
- Ben Loyd-Holmes 飾 二等兵賴約翰（Private John Leary）

確定兇手在抄襲開膛手後的第一名疑犯
- Dutch Dore-Boize 飾 李洛賓（Rob Lees）

淩嘉菲的前夫，最初的疑犯
- Dennis Banks 飾 占（Jim Green）
- Patricia Kensley 飾 白太太（Mrs. Buchan）

白艾德的母親
- Constantine Gregory 飾 梅先生（Mr. Maduro）

梅氏健與安（Maduro's Health and Safety）的老闆，裴岸東的僱主
- Tameka Empson 飾 貝太太（Mrs. Buki）

郵局職員，證人之一
- Simon Tcherniak 飾 費約翰醫生（Dr Phillips）

當區醫院的其中一名醫生，菲思的男朋友

## 製作
編劇為Ben Court及Caroline Ip。

## 反應
此劇的第一季於2009年2月2日晚上9時首播時，據收視率報道有8百13萬名觀眾。

## 國際播映
此劇的第一季曾在香港無綫電視明珠台播放，第一集的播映日期為2010年4月28日。
在台灣由公視於2014年9月15日首播。

## 參註
1. ↑  . ITV. : 18–19  [2010年4月25日]. （原始内容存档于2010年10月21日）.
2. ↑  McMahon, Kate. . 2009-09-10  [2009-10-13]. （原始内容存档于2019-10-21）.
3. ↑  Wilkes, Neil. . 3 February 2009  [2009-02-10]. （原始内容存档于2009-02-15）.
4. ↑  公視粉絲團

## 外部連結
- 互联网电影数据库（IMDb）上《血洗白教堂》的资料（英文）
- itv.com上《血洗白教堂 》的資料